# Phim trường Tượng Sơn

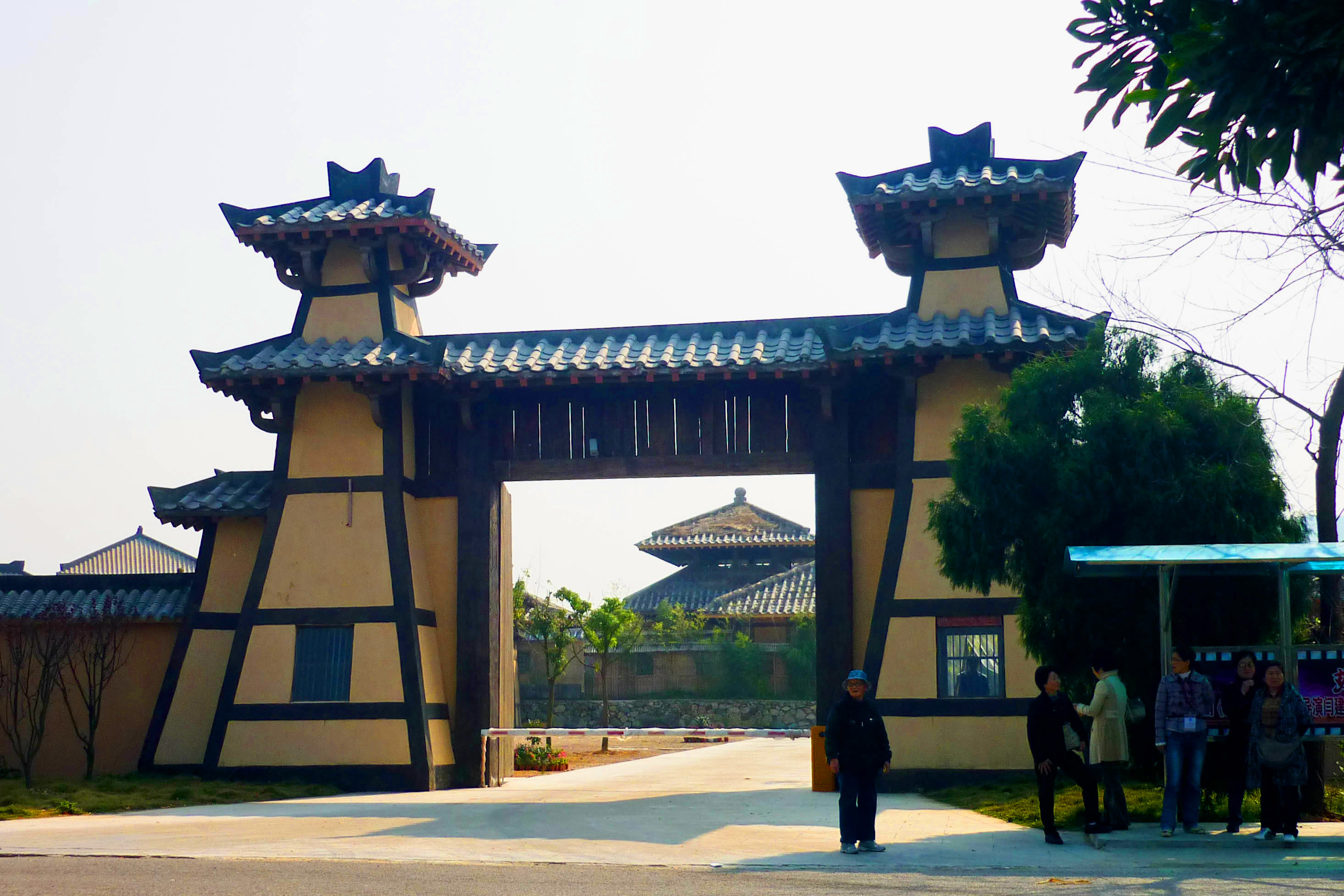

Phim trường Tượng Sơn là một cơ sở điện ảnh và truyền hình nằm ở thị trấn Tân Kiều, huyện Tương Sơn, thành phố Ninh Ba, tỉnh Chiết Giang. Phim trường nằm trong Khu du lịch sinh thái Cảng Đường Cảng. Năm 2006, ban tổ chức Hội nghị thượng đỉnh phát triển ngành du lịch và điện ảnh truyền hình Trung Quốc đã đánh giá Thành phố Điện ảnh và Truyền hình Tương Sơn là một trong "Mười cơ sở điện ảnh và truyền hình hàng đầu ở Trung Quốc".
Phim trường Tượng Sơn có tổng diện tích 3.927.000 m², khởi công xây dựng vào năm 2005 với 5 khu quay phim chính với nhiều quảng trường và khu phố xưa.
Vào 7 tháng 11 năm 2012, phim trường đã đánh giá là điểm thu hút khách du lịch cấp quốc gia AAAA Trung Quốc.

## Các bộ phim đã quay tại phim trường
- 2006: Thần điêu hiệp lữ
- 2009: Tiên kiếm kỳ hiệp 3
- 2012: Hiên Viên kiếm - Thiên chi ngân
- 2014: Phong trung kỳ duyên
- 2015: Lang Nha Bảng, Mị Nguyệt truyện, Thái tử phi thăng chức ký
- 2017: Tam sinh tam thế thập lý đào hoa, Anh hùng xạ điêu
- 2018: Liệt Hoa Như Ca